# Mägo de Oz
Pour leur premier album, voir Mägo de Oz (album).
Mägo de Oz est un groupe de folk metal espagnol, originaire de Madrid. À l'origine appelé Transilvania en hommage à Iron Maiden, le groupe adopte définitivement le nom de Mägo de Oz en 1988.
Depuis sa création, le style musical du groupe est hétérogène, se caractérisant par un mélange de heavy metal et de hard rock traditionnel avec d'autres styles tels que la musique classique, le rock and roll, le blues, la musique celtique et la musique folklorique. Cependant, la musique celtique est le style qui domine particulièrement leurs chansons. Considéré comme l'un des groupes de heavy metal espagnols les plus importants, le groupe connait le succès en 1998 avec l'album La Leyenda de la Mancha, qui atteint les classements espagnols grâce à des chansons comme Molinos de viento ou Fiesta pagana, cette dernière étant incluse dans le double-album concept Finisterra,,.
La renommée du groupe s'étend aussi bien à l'échelle nationale qu'internationale, en particulier en Amérique latine, où leur album Gaia (2003), la première partie d'une trilogie conceptuelle, suivie par les albums Gaia II: La Voz Dormida (2005) et Gaia III: Atlantia (2010), sont les mieux accueillis. Pendant leur performances scéniques, le groupe fait usage de bateaux pirates, de cathédrales médiévales, de pyrotechnie, et de différents aspects visuels inédites dans le panorama espagnol. En 2008, ils sont certifiés disque de diamant pour plus d'un million d'exemplaires vendus rien qu'en Espagne,,. Ils comptent au total plus de deux millions d'exemplaires vendus en Espagne et en Amérique latine en 2013.

## Biographie

### Débuts (1988–1997)

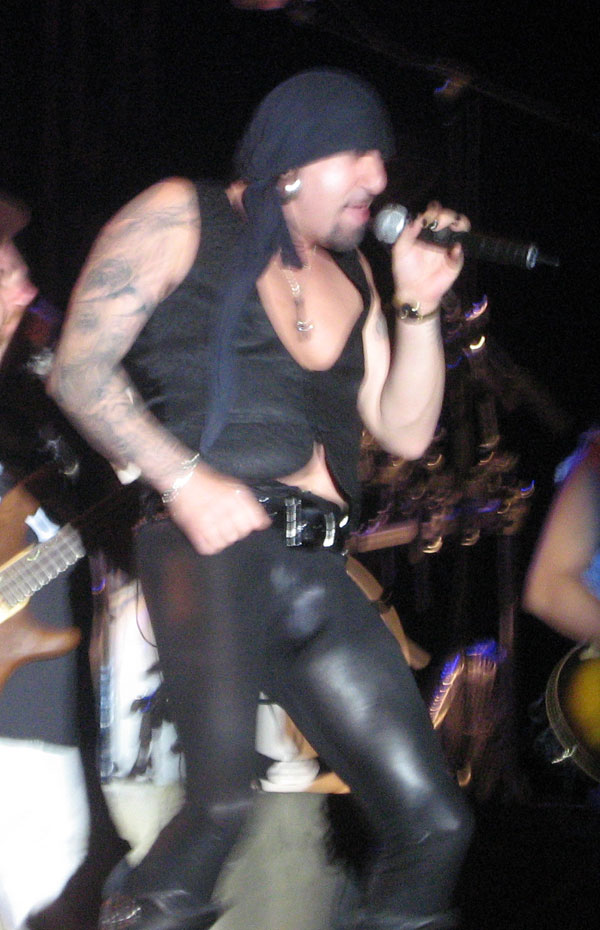
Txus di Fellatio, en 2008.

Le groupe est initialement formé en 1988, à Madrid, sous le nom de Transilvania. Le line-up se constitue petit-à-petit, mais les orientations celtiques apparaissent très tôt, avec l'intégration d'un violon et d'une flûte. Le groupe adopte définitivement le nom de Mägo de Oz en 1989. En 1989, ils enregistrent leur première démo, intitulée ¿Y qué más da?, qui contient trois chansons avec un fort style musical urbain-symphonique, dont les titres sont Para ella, Y qué más da et Rompe las barreras. En plus de ces trois chansons, Mägo de Oz réalise son propre répertoire de groupes comme Tequila, Asfalto, Topo et Iron Butterfly, avec qui ils travaillent sur leurs premières répétitions à Fuencarral (Madrid). Txus, Juanma et Peter se rapprocheront dans le quartier de Virgen de Begoña pour faciliter leur venue aux répétitions.
En 1992, le groupe entre pour la troisième fois en studio pour enregistrer une autre démo. Txus fait usage d'un violon pour El Tango del donante, une chanson ironique dans laquelle Txus mélange rock et tango argentin, avec un vieil ami d'école nommé Carlos Prieto, que tout le monde surnomme « Mohamed ». Sous l'insistance de Txus, Mohamed reste dans le groupe ; à ce jour, il est l'un des membres emblématiques du groupe. Dans la démo, Mohamed interprète un morceau instrumental de violon, Gerdúndula. Finalement, la démo sort sous le titre de Con la cabeza bien alta, et comprend les chansons Maruja, Rock Kaki Rock, Gerdúndula, Para ella (version 1992), El tango del donante et No seas pesá. La même année, le groupe est finaliste du tremplin rock Villa de Madrid. Le premier album Mägo de Oz sort deux ans après. Le disque rencontre un bon succès.
Avant d'enregistrer leur premier album, Chema quitte le groupe pour se consacrer pleinement à ses études de droit, et est remplacé par le guitariste local Juan Carlos Marin, surnommé Carlitos. À la mi 1994, et pendant un mois entier, le groupe se consacre à l'enregistrement de son premier album studio, l'homonyme Mägo de Oz. L'album, initialement publié le 1er octobre, n'est pas une réussite (pas plus de 150 exemplaires vendus la première année), principalement en raison de la mauvaise distribution. Cette période noire du groupe assiste aux départs définitifs de Chema et de Juanma.
La formation change en 1996, avec l'arrivée de José. Cette même année, le groupe sort son deuxième album, un opéra-rock nommé Jesús de Chamberí. Le disque est suivi d'une tournée importante en Espagne qui accroît fortement la popularité du groupe. Jesús de Chamberí est un opéra rock produit par Alberto Plaza et Mägo de Oz, édité par le label discographique Locomotive Music et publié le 3 octobre.

### Succès (1998–2002)

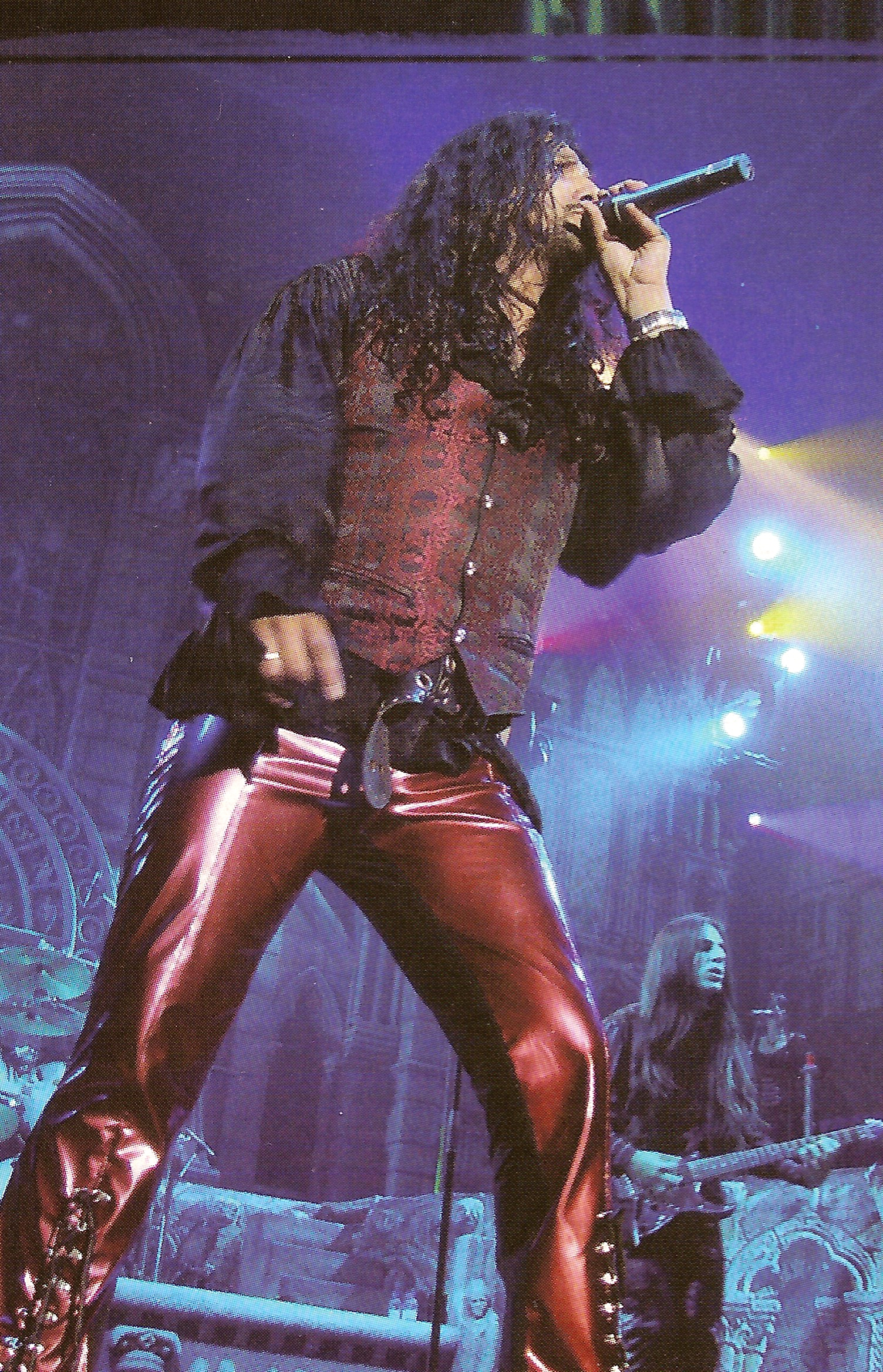
José Andrëa sur scène.

Le troisième album prend pour thème Cervantes et Don Quichotte. La Leyenda de la Mancha sort en 1998. L'album de la maturité pour le leader du groupe, Txus. L'album s'inspire de l'ouvrage de Miguel de Cervantes Don Quichotte de la Mancha. La chanson Molinos de viento, est un vrai succès et a droit à son propre clip, publié en 2002. Mägo de Oz participe alors à de gros festivals, avec des groupes comme Stratovarius ou Angra. Aussi, sous la pression des fans, le groupe ressort en 1999 son premier album, Mägo de Oz, dans une version améliorée. Il sera suivi quelques mois plus tard du double album Finisterra, considéré par le groupe comme son meilleur et certainement le plus complet. C'est également l'album le plus vendu à ce jour : l'album devient rapidement disque d'or, puis disque de platine.
Après une année de production, le 7 octobre 2000, le groupe publie son cinquième album studio, son premier double-album, intitulé Finisterra. Finisterra deviendra l'album le mieux vendu à Madrid en une semaine. L'album fait participer Sergio Cisneros « Kiskilla » aux claviers, et Fernando Ponce. Le premier single de l'album s'intitule Fiesta pagana qui possède son propre clip, et suit d'un deuxième single intitulé El que quiera entender, que entienda. le troisième single est La danza del fuego. En soutien à l'album, le groupe lance une tournée appelée Santiago y vuelca España Tour.
En octobre 2002 sort l'album live Fölktergeist C'est encore une fois un gros succès. L'enregistrement n'a pas subi de retouche en studio, comme c'est souvent le cas, et il retranscrit très fidèlement l'énergie et la chaleur des concerts.

### GaiaetGaia II(2003–2006)
En 2003, le groupe annonce la réalisation d'une trilogie d'albums appelée Trilogía Gaia, titre en référence à l'hypothèse Gaia. La première partie de la trilogie est intitulée Gaia. L'album use d'instruments tels que le violon et la flute. Par la suite, le groupe part en Amérique pour s'imprégner de la culture indigène afin d'écrire des chansons dans une forme plus « personnelle » et « motivante ». L'album comprend les singles La costa del silencio, La rosa de los vientos et El atrapasueños, dont les deux premiers possèdent leurs clips. La costa del silencio atteint la première place des 40 Principales le 24 janvier 2004. Ils sont aussi très bien vendus. En 2004, le groupe repart en studio pour enregistrer son septième album, Belfast. L'album est un « mélange d'Elvis, Whitesnake, Deep Purple... »
En 2005, le groupe termine son contrat au label Locomotive Music, et signe chez Warner DRO. Cependant, Locomotive Music, sans autorisation du groupe, publie en mai l'album Madrid Las Ventas, enregistré en direct de Las Ventas,.
En fin de cette année, et après les problèmes causés par le précédent album, le groupe publie Gaia II: La Voz Dormida le 14 novembre 2005. L'album critique l'Église catholique dans des chansons comme En nombre de Dios ou La cantata del Diablo (missit me dominus), cette dernière en collaboration avec Victor Garcia (WarCry) et Leo Jimenez. Leur premier single s'intitule La Posada de los muertos, suivi par Hoy toca ser feliz et Diabulus in música,,. En raison de son succès, l'album est classé troisième des classements, avec plus de 200 000 exemplaires vendus, il est certifié disque d'or, puis platine en 2006 par le ministre de la culture, Carmen Calvo, le premier homme politique à récompenser un groupe espagnol,,,,.
En 2006, Mägo de Oz embarque dans une tournée appelée Gaia la Boca Tour '06, durant laquelle les performances scéniques se verront accompagnées d'une cathédrale médiévale,. Cependant, épuisé, Txus décide de quitter temporairement le groupe en juin. La tournée passe par l'Amérique latine et les États-Unis. Le 8 septembre la même année, Txus revient en concert avec le groupe au Rivas Vaciamadrid 2. En fin d'année, afin de protester contre la sortie de Rarezas, le 5 décembre 2006, Mägo de Oz publie une compilation officielle intitulée The Best Oz.

### La ciudad de los árboles(2007–2011)
Deux années plus tard, le groupe sort l'album La Ciudad de los Árboles, dont le single Y ahora voy a salir est sorti le 10 octobre 2007, c'est-à-dire quelque temps avant la sortie de l'album.
L'année 2010 voit la sortie de deux albums, Gaia III: Atlantia qui clôt la trilogie Gaia, puis Gaia: Epilogo qui rassemble des morceaux laissés de côté pour la trilogie Gaia. Le 4 octobre 2011, un communiqué publié sur la page officielle du groupe annonce que celui-ci va prendre des "mini-vacances" à la fin de la tournée "Epílogo-Narigólogo Tour 2011". Le 24 du même mois, un autre communiqué officiel annonce que Jose Andrëa quitterait le groupe. Le 12 avril 2012, un communiqué annonce que Peri et Kiskilla quittent également la formation.

### Celtic LandetIlusia(depuis 2012)

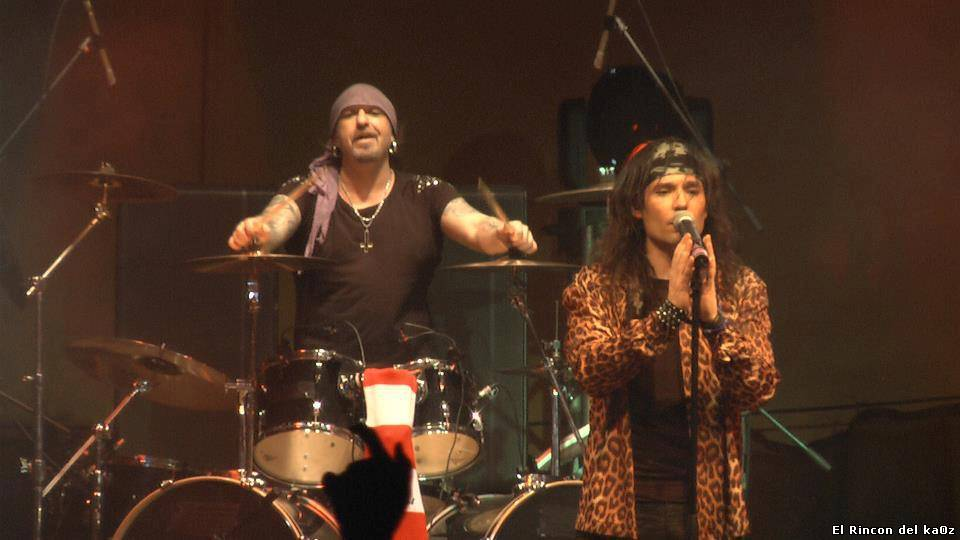
Txus di Fellatio et Zeta durante en concert lors du Zeta en Guatemala 2013.

Un nouveau chanteur, Javier Domínguez dit Zeta, est recruté en 2012 ; il s'agit d'un professeur de chant. La sortie du single Xanandra le 30 octobre annonce l'album en novembre 2012. En 2014, le groupe sort l'album Ilussia. L'album comprend une collaboration spéciale avec la soprano Pilar Jurado pour les chansons Pensatorium et Ilussia.
Pour fêter le quinzième anniversaire de Finisterra, Mägo de Oz se réunit en studio pour enregistrer différentes collaborations. Finalement, l'album intitulé Finisterra Opera Rock, est publié en novembre 2015.

## Membres

### Membres actuels
- Txus Di Fellatio - batterie (depuis 1988)
- Carlos Prieto « Mohamed » - violon (depuis 1993)
- Juan Carlos Marín « Carlitos » - guitare solo (depuis 1993)
- Frank - guitare (depuis 1995
- Patricia Tapia - chant, chœurs (depuis 2007)
- Jose Manuel Pizarro - flûte traversière, tin whistle, cornemuse, bodhran (depuis 2010)
- Fernando Mainer - basse (depuis 2012)
- Javi Diez - claviers, synthétiseurs, accordéon (depuis 2012)
- Javier Domínguez « Zeta » - chant (depuis 2012)

### Anciens membres
- Salva - basse (1989-2001)
- Charlie - guitare solo (1989-1993, 1994-1996)
- Juanma Rodriguez - chant (1989-1995)
- José María « Chema » Alonso - guitare (1990-1996)
- Tony Corral - saxophone (1994)
- Auri - chant (1995-1996)
- José Andrëa - chant (1996-2012)
- Sergio « Kiskilla » Cisneros - claviers, piano, accordéon (1999-2012)
- Sergio Martínez - basse (2003-2004)
- Pedro « Peri » Díaz - basse (2004-2012)
- Luis Miguel Navalón - basse (2004)
- Jorge Salán - guitare solo (2004-2008)
- Fernando Ponce de León - flûte traversière, tin whistle, cornemuse

## Discographie

### Albums studio
- 1994 : Mägo de Oz
- 1996 : Jesús de Chamberí
- 1998 : La Leyenda de la Mancha
- 2000 : Finisterra
- 2003 : Gaia
- 2005 : Gaia II: La Voz Dormida
- 2007 : La Ciudad de los Árboles
- 2010 : Gaia III: Atlantia
- 2010 : Gaia: Epílogo
- 2012 : Hechizos, pócimas y brujería
- 2013 : Celtic Land
- 2014 : Ilussia
- 2015 : Finisterra Opera Rock
- 2019 : Ira Dei
- 2021 : Bandera Negra

### Albums live
- 2002 : Fölktergeist (double album live)
- 2005 : Madrid - Las Ventas (album live)
- 2007 : A Costa da Morte (album live)
- 2008 : Barakaldo D.F. (album live)
- 2017 : Diabulus in Opera (album live)

### Autres
- 1997 : Mägo de Oz (La Bruja) (album contenant cinq titres du premier album, ré-enregistrés avec le nouveau vocaliste du groupe)
- 2004 : Belfast (album de reprises)
- 2006 : Rarezas (double CD (album non officiel))
- 2006 : Rock n' Oz (double CD best of)
- 2006 : The Best Oz (triple CD dont deux qui reprennent Rock n' Oz et un composé de raretés + un DVD)
- 2007 : Grandes Exitos (double CD best of)
- 2011 : Love and Oz (compilation de ballades)
- 2013 : Celtic Land (double CD best of)

### Participations
- Transilvania 666, hommage à Iron Maiden : Strange World (1999)
- Larga Vida al... Volumen Brutal, hommage à Barón Rojo : Concierto Para Ello (2002)
- The Music Remains the Same, hommage à Led Zeppelin : Whole Lotta Love (2002)
- Patitos Feos, dédié aux enfants : Quijote Sancho (2002)
- El rey del Glam (sur El extraño viaje revisitado) par Fangoria (2007)
- Mi jefe (sur Mená chatruá) par Mojinos Escozíos (2011)
- Lola-Lola (sur Anda suelto Satanás) par Orquesta Mondragón (2016)
- Musqueteros (sur Herzblut) par d'Artagnan (2024)

## Vidéographie
- 1999 : Resacosix en Hispania
- 2003 : Finisterra DVD
- 2003 : A Costa da Rock (double DVD)
- 2004 : Madrid las Ventas
- 2008 : Barakaldo D.F (DVD et CD live)